# جامعة مدريد المستقلة
جامعة مدريد المستقلة (بالإسبانية: Universidad Autónoma de Madrid)‏، هي جامعة إسبانية عامة تقع في مدريد، إسبانيا. أُسِّسَت الجامعة عام 1968 جنبًا إلى جنب مع جامعة برشلونة المستقلة في برشلونة. تحظى باحترام كبير باعتبارها واحدة من أعرق الجامعات في أوروبا.
يمتد حرم الجامعة على مساحة ريفية تبلغ 650 أكر (260 ها)، معظمها حول العاصمة مدريد. ويقع حرمها الرئيسي في كانتوبلانكو، بالقرب من مدن ألكوبينداس، وسان سيباستيان دي لوس رييس وتريس كانتوس. يضم حرم كانتوبلانكو الجامعي معظم مرافق الجامعة. تقع 15 كـم (9.3 ميل) شمال مدريد 2,200,000 م2 (24,000,000 قدم2). تقدم 94 برنامج دكتوراه في جميع الدراسات الجامعية. كما أنها تقدم 88 درجة ماجستير. في عام 2013 كانت أفضل جامعة في البلاد لدراسة علم الأحياء والتمريض والطب والفيزياء والقانون، ضمن 50 مهنة ذات أعلى طلب.